# Dompierre-en-Morvan
Dompierre-en-Morvan és un municipi francès, situat al departament de la Costa d'Or i a la regió de Borgonya - Franc Comtat. L'any 2007 tenia 213 habitants.

## Demografia

### Població
El 2007 la població de fet de Dompierre-en-Morvan era de 213 persones. Hi havia 87 famílies, de les quals 19 eren unipersonals (19 homes vivint sols), 30 parelles sense fills, 34 parelles amb fills i 4 famílies monoparentals amb fills.
La població ha evolucionat segons el següent gràfic:
Habitants censats

### Habitatges
El 2007 hi havia 127 habitatges, 88 eren l'habitatge principal de la família, 25 eren segones residències i 14 estaven desocupats. 124 eren cases i 2 eren apartaments. Dels 88 habitatges principals, 67 estaven ocupats pels seus propietaris, 20 estaven llogats i ocupats pels llogaters i 1 estava cedit a títol gratuït; 1 tenia una cambra, 11 en tenien dues, 23 en tenien tres, 21 en tenien quatre i 32 en tenien cinc o més. 77 habitatges disposaven pel capbaix d'una plaça de pàrquing. A 29 habitatges hi havia un automòbil i a 50 n'hi havia dos o més.

### Piràmide de població
La piràmide de població per edats i sexe el 2009 era:
| Homes | Edats   | Dones |
| ----- | ------- | ----- |
| 0     | 95 o +  | 0     |
| 4     | 90 a 94 | 0     |
| 0     | 85 a 89 | 0     |
| 4     | 80 a 84 | 0     |
| 12    | 75 a 79 | 0     |
| 8     | 70 a 74 | 8     |
| 4     | 65 a 69 | 8     |
| 4     | 60 a 64 | 4     |
| 4     | 55 a 59 | 8     |
| 0     | 50 a 54 | 0     |
| 8     | 45 a 49 | 4     |
| 8     | 40 a 44 | 8     |
| 8     | 35 a 39 | 8     |
| 8     | 30 a 34 | 4     |
| 8     | 25 a 29 | 12    |
| 4     | 20 a 24 | 4     |
| 4     | 15 a 19 | 12    |
| 0     | 10 a 14 | 4     |
| 8     | 5 a 9   | 8     |
| 0     | 0 a 4   | 4     |

## Economia
El 2007 la població en edat de treballar era de 130 persones, 102 eren actives i 28 eren inactives. De les 102 persones actives 94 estaven ocupades (54 homes i 40 dones) i 9 estaven aturades (3 homes i 6 dones). De les 28 persones inactives 9 estaven jubilades, 9 estaven estudiant i 10 estaven classificades com a «altres inactius».

### Ingressos
El 2009 a Dompierre-en-Morvan hi havia 97 unitats fiscals que integraven 223 persones, la mediana anual d'ingressos fiscals per persona era de 14.367 €.

### Activitats econòmiques
Dels 13 establiments que hi havia el 2007, 1 era d'una empresa alimentària, 5 d'empreses de construcció, 2 d'empreses de comerç i reparació d'automòbils, 1 d'una empresa d'hostatgeria i restauració, 3 d'empreses de serveis i 1 d'una empresa classificada com a «altres activitats de serveis».
Dels 6 establiments de servei als particulars que hi havia el 2009, 1 era un taller de reparació d'automòbils i de material agrícola, 1 guixaire pintor, 1 fusteria, 2 lampisteries i 1 empresa de construcció.
L'únic establiment comercial que hi havia el 2009 era una fleca.
L'any 2000 a Dompierre-en-Morvan hi havia 12 explotacions agrícoles que ocupaven un total de 516 hectàrees.

## Equipaments sanitaris i escolars
El 2009 hi havia una escola elemental integrada dins d'un grup escolar amb les comunes properes formant una escola dispersa.

## Poblacions més properes
El següent diagrama mostra les poblacions més properes.